# Daniel dans la fosse aux lions
Ne doit pas être confondu avec La Fosse aux Lions.

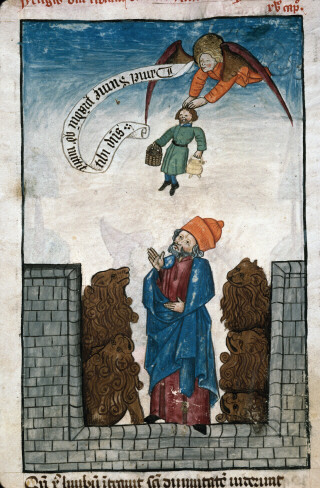
Ars moriendi XVe siècle

Daniel dans la fosse aux lions fait référence à deux épisodes de la Bible relatés dans le Livre de Daniel. Selon le récit biblique, Daniel fut jeté aux lions par deux fois. La première fois par Darius II pour un jour et la deuxième fois, quelques années plus tard, par Cyrus le Jeune, pendant une semaine. Dans les deux cas, il sort de l'épreuve indemne.

## Les récits bibliques
|  |

|  |

- Chapitre VI[1] Le roi des Mèdes Darius II confie d'importantes responsabilités à son serviteur Daniel, ce qui lui attire la jalousie de ses collègues, qui cherchent en vain une faute de sa part qu'ils puissent rapporter à Darius. Ils ont l'idée de suggérer au roi de prononcer un décret interdisant pendant trente jours de prier un dieu autre que Darius lui-même, sous peine d'être jeté dans la fosse aux lions. Le roi accepte. Daniel, qui continue à prier le Dieu d'Israël, est dénoncé par ses collègues jaloux à Darius, qui n'a d'autre choix que d'appliquer son décret en le condamnant à mort.

Le lendemain matin, après une nuit difficile, Darius se rend à la fosse aux lions où il retrouve Daniel vivant. Ce dernier lui explique que Dieu, l'ayant jugé innocent, a envoyé un ange pour fermer la mâchoire des lions. Le roi ordonne alors qu'on sorte Daniel de la fosse et qu'on y jette ses accusateurs avec femmes et enfants, qui sont promptement dévorés. Il proclame également dans tout son royaume la puissance du Dieu de Daniel et enjoint à ses sujets de lui vouer crainte et respect.
- Chapitre XIV[2] Le second épisode (apocryphe dans le canon juif et protestant) a eu lieu quelques années plus tard, sous le règne de Cyrus le Jeune. Il raconte la délivrance miraculeuse de Daniel, jeté dans la fosse aux lions pour avoir tué le dragon vénéré par les Babyloniens.

Les Babyloniens vénéraient Bēl et aussi un grand dragon (peut-être un serpent). Cyrus demandait à Daniel d'adorer ce dernier, ce que, bien évidemment, Daniel refusait de faire. À son tour, pour montrer que le dragon n'était pas un dieu, Daniel affirma qu'il pouvait tuer le dragon sans épée, ni bâton. Cyrus lui accorda le droit de tenter. Daniel fabriqua des boules empoisonnées, que le dragon mangea et dont il mourut. Les prêtres de Bēl se retournèrent contre Cyrus et menacèrent de le déposer s'il ne leur livrait pas Daniel. Cyrus cède et les prêtres jettent Daniel dans la fosse où se trouvaient sept lions affamés. Daniel reste six jours dans la fosse.
Le petit prophète Habacuc se trouvait en Judée ; il avait fait cuire un repas et il partait pour le donner aux moissonneurs. Or, l'ange du Seigneur le saisit par les cheveux du sommet du crane et le transporta à Babylone, au-dessus de la fosse aux lions. Habacuc donna à manger à Daniel.
Le septième jour, Cyrus vint pleurer Daniel, et le trouva bien vivant ! Cyrus loua le Dieu de Daniel et les prêtres de Bēl furent jetés dans la fosse et dévorés aussitôt.
Ces deux récits sont destinés à ridiculiser l'idolâtrie et à montrer que ceux qui adorent le vrai Dieu recevront nourriture et protection pendant les périodes de difficulté.

## L'iconographie
.
Aujourd'hui, Daniel est considéré par les exégètes comme une figure légendaire. Mais durant l’antiquité, toutes confessions confondues, la simple évocation de Daniel avait valeur prophylactique. On dessinait son image sur toutes sortes d'objets (boucles de ceinturon, seaux, poteries , etc.). Sa tombe (supposée), située à Suse, fut toujours l'objet d'un pèlerinage. Une autre tombe supposée se trouve à Samarcande.
| - Pendant de ceinturon IVe siècle - Copte VIe siècle, boîte en ivoire - Sceau byzantin - Mosaïque byzantine - Plaque-boucle de ceinture du VIe-VIIe siècle conservée au musée de Normandie à Caen |

« Daniel aux lions » constitua un stéréotype majeur de l'imagerie chrétienne dès l'Antiquité tardive et jusqu'au XIVe siècle. Essentiellement des manuscrits et mosaïques pour les églises orientales et des sculptures pour les églises romanes en Occident.
| - Henchir Messadine (Tunisie), Mosaïque, caveau funéraire, musée du Bardo - Cordoue, sarcophage paléochrétien - Croix celtique VIIe siècle, Moone, Irlande - Evangiles de Mokvi (en) XIIIe siècle - Ars moriendi, Daniel et le dragon XVe siècle |

### L'iconographie romane
|  |

Dans les églises romanes on trouve des milliers de représentations de Daniel dans la fosse aux lions, sculptées sur les chapiteaux. Selon les dispositions, c'est soit la forme réduite du premier récit, soit la forme historiée du deuxième récit, avec Habacuc apportant à manger, transporté par un ange. Il arrive, parfois, que les deux représentions se trouvent dans la même église. Par exemple : Basilique Sainte-Marie-Madeleine de Vézelay ; l'Abbaye Saint-Pierre de Moissac ; église Saint-Martin de Landiras , etc.
Malgré une historicité discutable, qui l'a fait rejeter du canon juif, le personnage de Daniel incarne au plus haut degré la justification de l'homme pieux par la prière, il est le juste et l'innocent, l'élu de Dieu, le paradigme de la piété absolue.

#### Le vrai Daniel
| - Daniel en orant - Daniel, mains jointes |

Daniel est presque toujours figuré de face en majesté. Il est montré impassible, absorbé par ses prières, en état d'ataraxie. Il est toujours habillé avec un vêtement convenable, sans indigence, ni outrance. La tête, qui est parfois nimbée, peut recevoir une toque, mais jamais le bonnet mithraïque du premier art chrétien oriental.
Les seuls gestes de Daniel étaient ceux de la prière. La posture la plus courante fut celle de l'« orant » étendant les bras, paumes ouvertes, avec les avant-bras verticaux ou obliques, ou horizontaux, comme pour simuler la Croix. La représentation d'un Daniel aux mains jointes sur la poitrine était une variante très minoritaire.
Parfois, Daniel se trouve à l'intérieur d'une mandorle, dans la position d'un orant. Autour de lui sont représentés les lions féroces, mais maintenus à distance par la puissance divine. Un bel exemple se trouve sur un chapiteau du portail de l'église Saint-Porchaire de Poitiers.

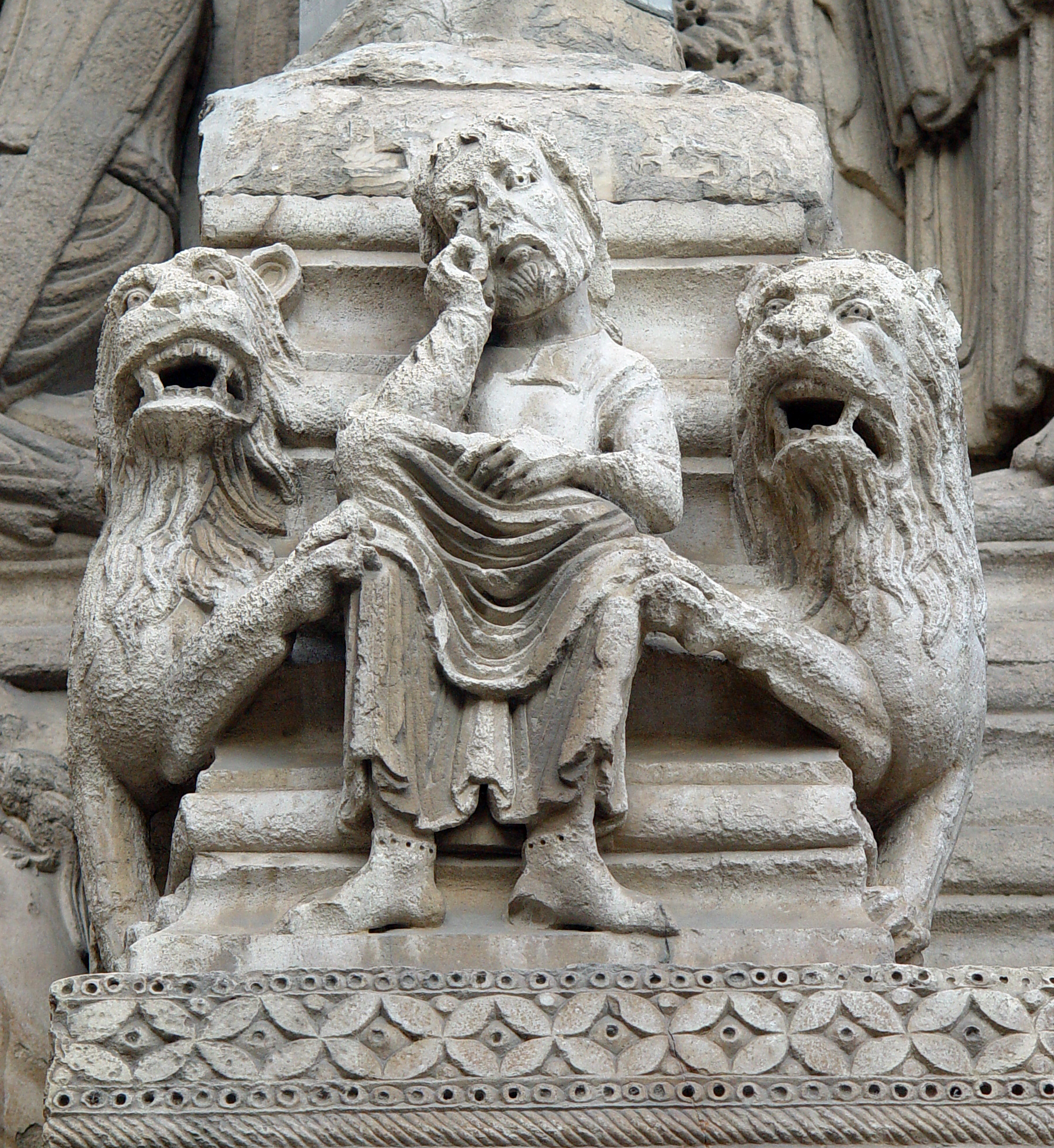
Daniel dans la fosse aux lions, St-Trophime, Arles.

L'homme Daniel étant sujet à la fatigue, on cessa graduellement de le représenter debout, surtout pour le séjour de sept jours dans la fosse. L'imagier roman, qui avait une prédilection pour les détails, ne tarda pas à introduire un Daniel assis, un scabellum pour soulager les pieds (La Sauve), ou bien il lui fait poser le menton dans le creux d'une main (Arles).
| - Daniel dogmatique - Daniel bénissant |

Dans un deuxième type de représentation, Daniel ne prie plus ; il bénit. C'est un glissement vers le Nouveau Testament. On trouve des sculptures où Daniel tient le Livre de la main gauche contre son cœur et bénit l'observateur de la main droite.
- Le Daniel dogmatique : Délaissant la prière pour l'action, Daniel s'adresse au public avec l'autorité d'un Christ Pantocrator auquel il emprunte traits et gestes. Il serre contre son cœur le Livre, qui se confond avec les Évangiles, et sa dextre impérieuse s'élève seule, parfois même avec deux doigts reliés, à l'instar du modèle christique. Les lions se détournent de la mandorle. C'est une métamorphose absolue, pour le prophète bafoué et humilié, en un quadragénaire au regard dur, revêtu de brocard, qui trône au milieu d'une mandorle cantonnée de quatre lions, au lieu des quatre symboles de la Tétramorphe. C'est une fusion des deux Testaments et Daniel préfigure alors Jésus-Christ. Un bel exemple se trouve à l'église Saint-Jean-Baptiste de Saujon.
- Le Daniel qui bénit : Le prophète juif et homme très pieux a été transformé en saint chrétien qui porte l’Évangile.
- Les lions : Le nombre de lions varie entre deux et sept et leur forme est rarement naturaliste. Sans doute peu de sculpteurs ont-ils eu l’occasion d'en voir. L'Antiquité aimait à les montrer prosternés, léchant le sol ou bien les pieds du prophète et, lorsque nous retrouvons ce schéma au XIIe siècle, nous pouvons le considérer comme un archaïsme. Habituellement les lions sont disposés de façon naturelle, en mode affronté ou adossé-détourné. Dans leur majorité les bêtes ont la queue rentrée remontant entre les cuisses et souvent terminée fleurdelisée.

L'aspect le plus notable de cette mise en scène est l'absence de violence et de bruit ; des lions pétrifiés autour d'un homme en prière.

#### Le faux Daniel
Une sculpture romane représentant un homme encadré par des lions n'est pas obligatoirement « Daniel dans la fosse aux lions ».
On trouve de nombreux chapiteaux, comme celui de l'Abbaye de La Sauve-Majeure, où un homme dans une position plutôt acrobatique est dévoré par des monstres. Évidemment la représentation n'a rien à voir avec Daniel. 
| - La Sauve - Blasimon - Landiras - Saint-Ferme |

Par contre, il existe beaucoup de chapiteaux qui sont des parodies de « Daniel dans la fosse aux lions ». On y voit un homme, soit nu, soit habillé richement, entre deux lions ; les pieds posés, parfois enfoncés, sur leurs flancs : les mains plongées dans leurs gueules. Ces personnages sont le contraire de Daniel, homme pieux qui aspire à un état d'ataraxie. Ces hommes cherchent à faire le lien avec l'animalité en étant au contact avec les lions, qui sont des êtres démoniaques ; on trouve parfois des signes de luxure, lorsque ces hommes sont nus et ithyphalliques ; d'orgueil ou de vanité quand ils sont « trop bien habillés ».
Souvent on trouve dans la même église un « vrai Daniel » et un « faux Daniel ». On peut considérer ces sculptures, sans référence historique, comme des sortes de contre-exemples à ne pas suivre, des mises en garde pour le clergé.

## Daniel dans les arts et la littérature
- Jan Brueghel l'Ancien, peinture de 1610.
- Daniel dans la fosse aux lions, de Pierre Paul Rubens (vers 1615).
- David Teniers le Jeune, (vers 1646).
- Briton Rivière, peinture de 1890.
- Henry Ossawa Tanner, peinture de 1917.
- Daniel dans la fosse aux lions, film de Louis Feuillade (1908).
- L'épisode de Daniel dans la fosse aux lions est au cœur du poème Les Lions dans la première série de La Légende des siècles de Victor Hugo.
- Daniel and the Lions :Ludus Danielis, transcription musicale du XIIIe siècle.

| - Jan Brueghel l'Ancien - Pierre Paul Rubens - David Teniers - Briton Rivière - Henry Ossawa Tanner |